# Porky's Duck Hunt
Porky's Duck Hunt är en tecknad kortfilm från 1937 i serien Looney Tunes regisserad av Tex Avery. Filmen har Pelle Pigg och Daffy Anka i rollerna, den senare i vad som brukar räknas som hans första framträdande.

## Handling
Pelle Pigg ska ut på andjakt med sin hund. Hemma i sin bostad riktar han geväret åt flera håll, och hunden blir rädd när den får geväret pekat mot sig. Pelle säger att man kan vara lugn för geväret är inte laddat. Då råkar han avfyra ett skott rakt uppåt i taket. Det knackar på dörren, det är den man bor ovanför. Pelle öppnar dörren och får en snyting, och när mannen går iväg ser man att han ett stort hål bak i byxorna.
Senare är han ute vid en sjö med sin hund, men han är inte den enda som är ute, det är flera jägare som gömmer sig i vassen som skjuter efter änder. Pelle använder flera metoder för att komma åt änder. Han lägger ut vettar. Han ror ut i en eka, men han råkar skjuta ett skott i botten och den sjunker. Han blåser i en lockpipa, men då skjuter de andra jägarna mot hans håll. Han kastar den mot marken och den studsar mot hunden som då råkar svälja den. När hunden hickar låtar pipan och jägarna skjuter, och då springer Pelle och hunden bort.
Till slut är Pelle hemma igen, och då ser han flera änder utanför fönstret. Han trycker av flera gånger, men lyckas inte avfyra ett enda skott. Han tror att geväret är tomt och i frustration kastar han det över axeln, men när det stöter mot golvet råkar det avfyra ett skott rakt uppåt. Sedan knackar det på dörren och Pelle får en snyting av samme man som tidigare, som nu har ett andra stort hål bak i byxorna.

## Om filmen
Filmen blev en succé och fick året därpå en uppföljare; Daffy Duck and Egghead.